# Torenia biniflora
Torenia biniflora är en tvåhjärtbladig växtart som beskrevs av T.L. Chin och D.Y. Hong. Torenia biniflora ingår i släktet Torenia och familjen Linderniaceae. Inga underarter finns listade i Catalogue of Life.